# Cloeon
Cloeon is een geslacht van haften (Ephemeroptera) uit de familie Baetidae.

## Soorten
Het geslacht Cloeon omvat de volgende soorten:
- Cloeon aeneum
- Cloeon agnewi
- Cloeon amaniensis
- Cloeon apicatum
- Cloeon arenorum
- Cloeon areolatum
- Cloeon bellum
- Cloeon bengalense
- Cloeon bicolor
- Cloeon bimaculatum
- Cloeon cambouei
- Cloeon chaplini
- Cloeon cognatum
- Cloeon coomani
- Cloeon crassi
- Cloeon degrangei
- Cloeon dipterum
- Cloeon durani
- Cloeon elevatum
- Cloeon emmanueli
- Cloeon erromangense
- Cloeon exiguum
- Cloeon fluviatile
- Cloeon gambiae
- Cloeon gillican
- Cloeon harveyi
- Cloeon hovassei
- Cloeon inscriptum
- Cloeon julia
- Cloeon karachinensis
- Cloeon kashmiri
- Cloeon kimminsi
- Cloeon kyotonis
- Cloeon lacunosum
- Cloeon languidum
- Cloeon longistylus
- Cloeon madhouae
- Cloeon marginale
- Cloeon nandirum
- Cloeon navasi
- Cloeon okamotoi
- Cloeon papuanum
- Cloeon paradieniense
- Cloeon peregrinator
- Cloeon perkinsi
- Cloeon petropolitanum
- Cloeon pielinum
- Cloeon praetextum
- Cloeon pulchella
- Cloeon rabaudi
- Cloeon rhodesiae
- Cloeon rubellum
- Cloeon rubromaculata
- Cloeon ryogokuensis
- Cloeon saharense
- Cloeon samoense
- Cloeon schoenemundi
- Cloeon scitulum
- Cloeon septimum
- Cloeon siccum
- Cloeon simile
- Cloeon smaeleni
- Cloeon spiniventre
- Cloeon subinfuscatum
- Cloeon tadjikistanicus
- Cloeon taeniolatum
- Cloeon tanzaniae
- Cloeon tasmaniae
- Cloeon unicolor
- Cloeon vanharteni
- Cloeon variegatum
- Cloeon virens
- Cloeon virgiliae
- Cloeon viridellum
- Cloeon viridulum